# モンタン酸
モンタン酸(Montanic acid)は、化学式CH3(CH2)26COOHの超長鎖脂肪酸である。主にモンタン蝋から単離、検出されるが、蜜蝋やイボタ蝋でも見られる。モンタン酸のエチレングリコールエステルやグリセロールエステルは、果皮の保護層や食品の皮膜に用いられる。